# シャーロシ・ジェルジ
シャーロシ・ジェルジ（ハンガリー語: Sárosi György, 1912年9月15日 - 1993年6月9日）は、ハンガリー・ブダペスト出身の元サッカー選手、サッカー指導者。現役時代のポジションはFW。

## 経歴
1930年に地元、ブダペストに本拠地を置くフェレンツヴァーロシュTCへ入団。1948年に引退するまで同クラブでキャリアを重ね、5度のリーグ優勝、4度のカップ戦優勝、ミトローパ・カップ優勝などの実績を残した。
ハンガリー代表として62試合に出場し、42ゴールを記録。1934 FIFAワールドカップ、1938 FIFAワールドカップなどにも招集された。1938 FIFAワールドカップでは5ゴールを記録し、チームの準優勝に貢献した。
引退後は監督をしていた時期があり、ユヴェントス、ASローマなどセリエAのクラブを指揮していた。
1999年、 ワールドサッカー誌の20世紀の偉大なサッカー選手100人で88位に選出された。

## タイトル

### クラブ
フェレンツヴァーロシュTC
- ネムゼティ・バイノクシャーグI (5): 1932, 1934, 1938, 1940, 1941
- マジャル・クパ (4): 1933, 1942, 1943, 1944
- ミトローパ・カップ (1): 1937